# Behavioral Skills Training
Das verhaltensorientierte Fertigkeitstraining (Behavioral Skills Training) ist eine verhaltensanalytisch fundierte, allgemeine Trainingsmethode, um sicherheitsrelevante Verhaltensweisen einzuüben. Es wird u. a. eingesetzt, um Kindern das richtige Verhalten bei Entführungs- oder unerwünschten Annäherungsversuchen, beim Auffinden von Schusswaffen oder anderen gefährlichen Gegenständen beizubringen.

## Bestandteile
Das Training beinhaltet folgende Bestandteile:
| Bestandteil                                         | Erläuterung / Beispiel |
| --------------------------------------------------- | --- |
| Instruktion                                         | Dem Kind wird erklärt, wie es sich in einer bestimmten riskanten Situation, z. B. beim Auffinden einer Schusswaffe, verhalten soll. |
| Modellierung                                        | Der Trainer führt dem Kind das sichere Verhalten vor. Der Trainer wird dabei von sich selbst oder von einem anderen Erwachsenen, der an der Situation teilnimmt, für das korrekte Verhalten gelobt. |
| Wiederholung                                        | Das Kind soll nun das sichere Verhalten selbst zeigen. Komplexere Verhaltensweisen werden in Einzelschritte unterteilt und separat gelernt. Dies wird so lange wiederholt, bis das Kind das ganze sichere Verhalten mühelos und fehlerfrei zeigen kann.                                                                                 |
| Positives und korrektives Feedback                  | Das Kind wird während des Trainings für die korrekte Ausführung gelobt. Bei Fehlern wird es korrigiert und gebeten, den entsprechenden Schritt noch einmal zu zeigen. |
| In-Situ-Training und Assessment                     | Wenn das bisherige Training nicht ausreicht, wird das Verhalten noch in der natürlichen Umwelt des Kindes geübt (In-Situ-Training). Dabei werden auch ohne Ankündigung Situationen so arrangiert, dass das Kind die Gelegenheit hat, das Verhalten zu zeigen. Dieser Schritt hat sich als sehr wirksam für das ganze Training erwiesen. |
| Aufrechterhaltung und Generalisation des Verhaltens | Das erlernte sichere Verhalten wird in variablen zeitlichen Abständen und in möglichst unterschiedlichen Situationen immer wieder geübt, bis es auch hier zuverlässig und mühelos auftritt. |

Das Training kann sowohl durch Lehrer oder Therapeuten als auch in einer computergestützten Variante durchgeführt werden.

## Anwendungsgebiete
Das Behavioral Skills Training wird als eine Methode zur Vermittlung von Wissen und Fertigkeiten einzeln oder im Rahmen verhaltensanalytischer Interventionsprogramme (wie z. B. Applied Behavior Analysis oder Behavior Based Safety) eingesetzt. Es wurde u. a. bereits genutzt, um Kindern die sichere Reaktion auf das Auffinden einer Schusswaffe oder eines Feuerzeugs, Erwachsenen mit intellektueller Beeinträchtigung das richtige Reagieren auf sexuelle Belästigungsversuche, Kindern das richtige Verhalten gegenüber Annäherungsversuche von Fremden und Schulkindern das richtige Verhalten bei Entführungsversuchen (oder wenn sie sich verlaufen haben) sowie sexuellen Übergriffen zu lehren. Es wurde auch angewendet, um Kindern mit Autismus Sprachfertigkeiten sowie Kindern mit Aspergersyndrom soziale Fertigkeiten beizubringen und den Beschäftigten sozialer Einrichtungen sowie Eltern behinderter Kinder verhaltensanalytische Kompetenzen zu vermitteln, unter anderem die, ein Behavioral Skills Training selbst durchführen zu können. Eingesetzt wird es auch im Bereich der verhaltensorientierten Arbeitssicherheit (Behavior Based Safety). Seine Wirksamkeit im Vergleich mit anderen Trainingsmethoden konnte dabei nachgewiesen werden.